# Friedrich-Hölderlin-Preis (Tübingen)
Der Friedrich-Hölderlin-Preis der Universität Tübingen und der Universitätsstadt Tübingen ist ein mit 10.000 Euro dotierter Nachwuchs-Förderpreis, der von 1989 bis 2015 alle zwei Jahre verliehen wurde. Der Tübinger Friedrich-Hölderlin-Preis kann für „neue dichterische Beiträge zur deutschen Sprache“ verliehen werden. Mit dem Preis können auch Forscher, Schriftsteller, Künstler oder Kritiker ausgezeichnet werden, die sich mit dem Werk Friedrich Hölderlins beschäftigt haben.
Der Dichter Friedrich Hölderlin (1788–1843) verbrachte die meisten Jahre seines Lebens in Tübingen. Er studierte als Stipendiat des Evangelischen Stifts Tübingen von 1788 bis 1793 an der Tübinger Universität und lebte von 1806 bis zu seinem Tod wieder in Tübingen. Der Preisverleihung findet traditionell am 21. Oktober statt. An diesem Tag zog Hölderlin ins Tübinger Stift ein.

## Jury
Die Preisträger werden von einer sechsköpfigen Jury ausgewählt. Die Jury besteht aus je zwei Vertretern der Neuphilologischen Fakultät der Universität Tübingen, der Hölderlin-Gesellschaft und des Deutschen Literaturarchivs Marbach, die für jeweils vier Jahre berufen werden.

## Preisträger
- 1989: Theater Lindenhof Melchingen
- 1991: Michael Hamburger
- 1993: Uwe Kolbe
- 1995: Dieter Henrich
- 1997: Philippe Jaccottet
- 1999: Thomas Rosenlöcher
- 2001: György Kurtág
- 2003: Marcel Beyer
- 2005: Andrea Zanzotto
- 2007: Harald Bergmann
- 2009: D. E. Sattler
- 2011: Jan Wagner
- 2013: Peter Brandes
- 2015: Herta Müller

Auf den Websites der Universität Tübingen und der Stadt Tübingen wird nicht erklärt, warum der Preis nach 2015 nicht mehr verliehen wurde (Stand Juli 2023). Von einer Beendigung ist dort nicht die Rede (siehe #Weblinks).